# Sturnus unicolor
El estornino negro (Sturnus unicolor) es una especie de ave paseriforme de la familia Sturnidae propia de la península ibérica, el noroeste de África, Sicilia, Córcega y Cerdeña. En Castilla y León, Castilla-La Mancha  y Aragón recibe el nombre común de tordo. Está cercanamente emparentado con el estornino pinto, pero a diferencia de este no es migratorio y tiene una distribución mucho más limitada. 

## Descripción

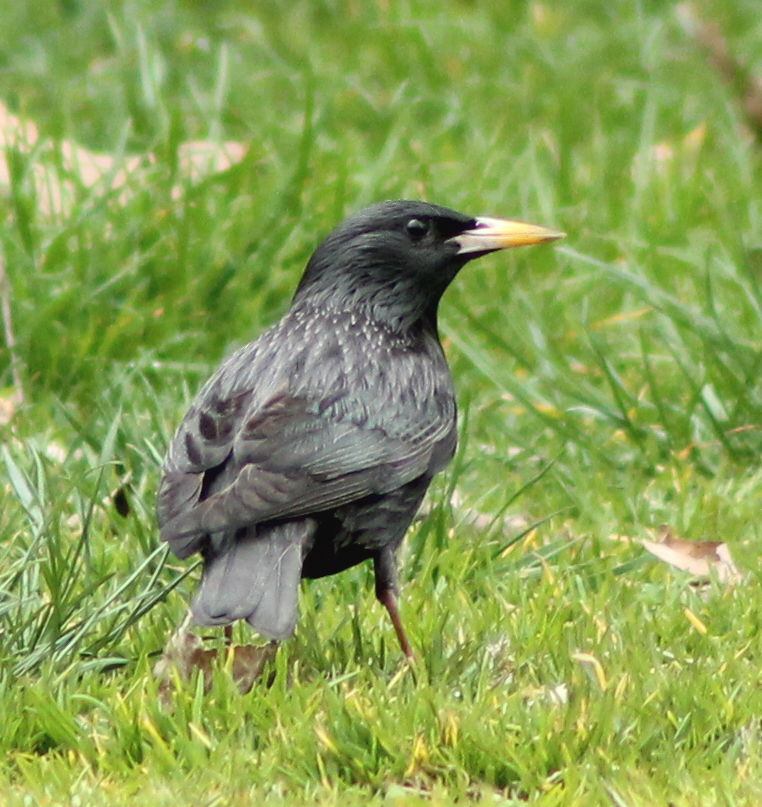
Estornino negro al inicio de la primavera.

Su color negro y característica silueta con sus cortos cuello y cola hacen su identificación sencilla, con la única posibilidad de confusión durante el invierno, cuando los estorninos pintos también están en la misma región. Los estorninos negros en invierno tienen un color negro grisáceo ligeramente moteado aunque no tan abundante y marcado como el pinto. Aunque al llegar la primavera pierden todas las pequeñas motas y adquieren un plumaje más negro y más brillante que el del estornino pinto, en especial los machos. Las patas son rosadas y sus estrechos y puntiagudos picos tienen tonalidad amarilla, más intensa en los machos durante la temporada de cría. Los estorninos negros caminan en lugar de brincar y tienen un vuelo fuerte y directo. En vuelo se pueden apreciar sus alas en forma triangular y su cola corta. Sus polluelos son de color marrón apagado y los juveniles son de color gris oscuro moteado muy similares a los del pinto. 

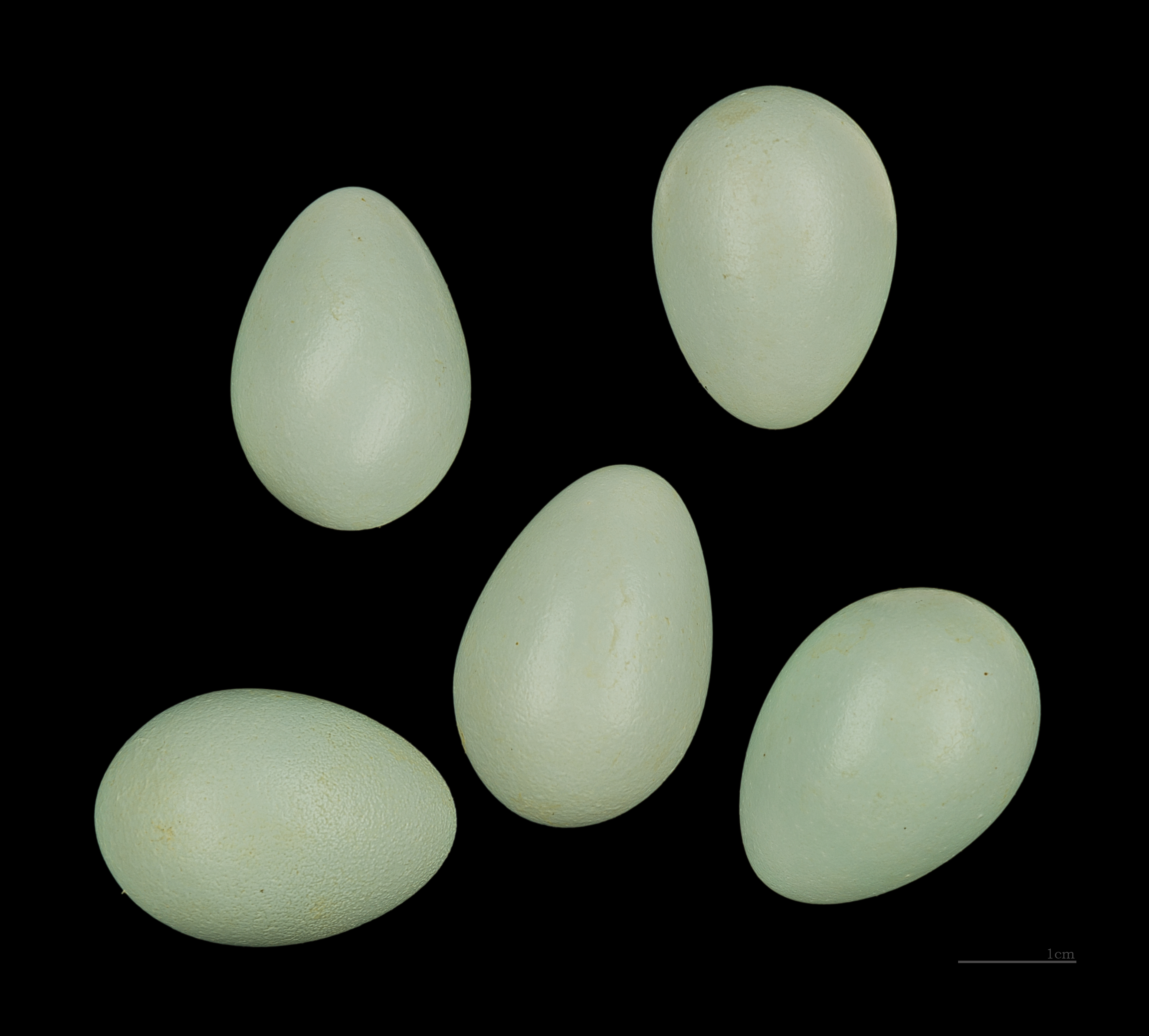
Huevos de Sturnus unicolor.

## Hábitat
El estornino negro se puede encontrar en cualquier lugar abierto, incluso dentro de los núcleos urbanos. Al igual que el estornino pinto esta especie es omnívora y se alimenta de invertebrados, bayas, etc. También es gregario y forma bandadas grandes durante el invierno, aunque no tan grandes como las del estornino pinto. Es un ave ruidosa y puede imitar sonidos muy bien. Su canto es semejante al del estornino pinto pero es más claro y tiene un tono más alto.
Esta especie suele anidar en cavidades, que pueden ser un hueco en un árbol o agujeros en los edificios. Normalmente ponen cuatro huevos.